# Fallen Angel's Dominion
Fallen Angel's Dominion è il primo album in studio del gruppo musicale black/death metal Thulcandra, pubblicato nel 2010 dalla Napalm Records.

## Tracce
1. In the Realm of Thousand Deaths (strumentale) – 1:30
2. Night Eternal – 7:29
3. Fallen Angel's Dominion – 4:57
4. Frozen Kingdom – 6:20
5. Everlasting Fire – 5:05
6. Spirit of the Night – 6:45
7. Legions of Darkness – 5:15
8. In Silence We Eternally Sleep (strumentale) – 1:11
9. The Somberlain – 7:07 – cover dei Dissection

## Formazione
- Steffen Kummerer – voce, chitarra, chitarra acustica
- Sebastian Ludwig – chitarra
- Tobias Ludwig – basso

Altri musicisti
- Seraph – batteria